# 无量纲转动惯量
无量纲转动惯量是天文学中常用的的一个物理量，用以衡量天体内部的质量分布，是测量天体内部结构的重要指标。通常这一值越大（越接近0.4），天体密度越均匀。
计算公式：转动惯量÷（质量×半径2）
极限情形：
- 质量分布于中心点的天体（比如黑洞），无量纲转动惯量为0；
- 质量分布于球壳上的天体（不存在），无量纲转动惯量为2/3；
- 质量分布于赤道上的天体（也不存在），无量纲转动惯量为1；

通常情形：
- 均匀球体，无量纲转动惯量为2/5；
- 均匀高速自转流体椭球，无量纲转动惯量略大于0.4；
- 不均匀球体：普通星球通常是密度较大的物质分布在核心（比如铁核），因此无量纲转动惯量都略小于0.4。

测定方法：探测器飞掠星球表面，测定其重力场变化。